# Weicheng (Xianyang)
Der Stadtbezirk Weicheng (渭城区,  Wèichéng Qū) ist ein Stadtbezirk der bezirksfreien Stadt Xianyang der Provinz Shaanxi in der Volksrepublik China. Er hat eine Fläche von 18,52 Quadratkilometern und zählt 303.516 Einwohner (Stand: Zensus 2020).
Der Flughafen Xi’an-Xianyang befindet sich im Stadtbezirk.
Im Dorf Hanling der Großgemeinde Yaodian liegt das Changling-Mausoleum, welches seit 1988 auf der Liste der Denkmäler der Volksrepublik China steht. In der Großgemeinde Zhengyang liegen das Mausoleum Han Yang Ling (汉阳陵) des Han-Kaisers Jingdi mit einem 1999 eröffneten Museum, das unterirdisch die Ergebnisse der seit 1990 laufenden Ausgrabungen zeigt, sowie die Tang-zeitliche Grabanlage Xing Ning Ling (兴宁陵). Außerdem befindet sich der Konfuzianische Tempel von Xianyang in Weicheng, der ebenfalls als Denkmal der Volksrepublik China klassifiziert ist.

## Geschichte
Das Gebiet gehörte während der Shang-Dynastie zum Cheng, auch bekannt als der Staat Ying (Chinesisch:郢国; Pinyin: Yǐng Guó). Der Staat Cheng, der nördliche Teile des heutigen Bezirks Weicheng umfasste, wurde zwischen dem 16. und 14. Jahrhundert v. Chr. von den Nachkommen von Wu Hui besiedelt.

## Administrative Gliederung
Auf Gemeindeebene setzt sich der Stadtbezirk aus vier Straßenvierteln und sechs Großgemeinden zusammen. Diese sind:
- Straßenviertel Zhongshan 中山街道
- Straßenviertel Wenhuilu 文汇路街道
- Straßenviertel Xinxing 新兴街道
- Straßenviertel Weiyang 渭阳街道

- Großgemeinde Weicheng 渭城镇
- Großgemeinde Yaodian 窑店镇
- Großgemeinde Zhengyang 正阳镇
- Großgemeinde Zhouling 周陵镇
- Großgemeinde Dizhang 底张镇
- Großgemeinde Beidou 北杜镇